# Nederkalix socken
Nederkalix socken ligger i Norrbotten och är sedan 1971 en del av Kalix kommun och motsvarar från 2016 Nederkalix distrikt.
Socknens areal var den 1 januari 1961 985,05 km², varav 933,59 km² land. År 2000 fanns här 15 551 invånare.  Tätorterna Påläng, Nyborg, Rolfs, Gammelgården, Bredviken, Risögrund, Karlsborg, Båtskärsnäs och Sangis samt tätorten och kyrkbyn Kalix med sockenkyrkan Kalix kyrka ligger i socknen.

## Administrativ historik
Nederkalix socken bildades på 1400-talet som en utbrytning ur Luleå socken under namnet Kalix socken. 1637 bildades Överkalix socken och 1644 ändrades namnet till det nuvarande.
1960 överfördes ön Malören (areal 0,21 km², varav allt land) till socknen från Nedertorneå socken.
Vid kommunreformen 1862 överfördes ansvaret för de kyrkliga frågorna till Nederkalix församling och för de borgerliga frågorna till Nederkalix landskommun. 1 maj 1909 utbröts Töre församling och Töre landskommun utbröts 1924. Landskommunen ombildades 1971 till Kalix kommun. Församlingen uppgick 2018 i Kalix församling.  
1 januari 2016 inrättades distrikten Nederkalix och Töre, med samma omfattning som församlingarna hade 1999/2000.
Socknen har tillhört fögderier, tingslag och domsagor enligt vad som beskrivs i artikeln Norrbotten. De indelta soldaterna tillhörde Norrbottens regemente.

## Geografi
Nederkalix socken ligger vid kusten kring Kalix älv och har viss skärgård. Socknen har dalgångsbygd utmed vattendragen och vid kusten och är i övrigt en myr- och sjörik skogsbygd med höjder som i Svartberget i norr når 413 meter över havet.

## Fornlämningar
Här har man hittat cirka 70 boplatser från stenåldern, några stensättningar och landets två nordligaste gravhögar från vikingatiden. Fångstgropar har påträffats, liksom labyrinter i skärgården.

## Namnet
Namnet tillkom efter delningen 1644 och betyder ”den längre ner i älvdalen liggande delen av Kalix” där Kalix är det äldre sockennamnet som fått sitt namn från älven. Älvnamnet Kalixälven är en försvenskning av det samiska namnet Gáláseatnu vars förled antingen innehåller gállit, 'vada' eller gálus, 'sval'.
Namnet skrevs vid folkräkningen 1890 och 1900 Neder-Kalix socken och vid folkräkningen 1910 Nederkalix socken.

## Befolkningsutveckling
| Befolkningsutvecklingen i Nederkalix socken 1750–1990                                                                                             | Befolkningsutvecklingen i Nederkalix socken 1750–1990 | Befolkningsutvecklingen i Nederkalix socken 1750–1990 | Befolkningsutvecklingen i Nederkalix socken 1750–1990 | Befolkningsutvecklingen i Nederkalix socken 1750–1990 |
| --- | ----------------------------------------------------- | ----------------------------------------------------- | ----------------------------------------------------- | ----------------------------------------------------- |
| |                                                       |                                                       |                                                       |                                                       |
| År |                                                       |                                                       | Folkmängd                                             |                                                       |
| 1750 | 1750                                                  |                                                       | 1 655                                                 |                                                       |
| 1760 | 1760                                                  |                                                       | 1 934                                                 |                                                       |
| 1769 | 1769                                                  |                                                       | 2 494                                                 |                                                       |
| 1780 | 1780                                                  |                                                       | 2 800                                                 |                                                       |
| 1790 | 1790                                                  |                                                       | 2 825                                                 |                                                       |
| 1800 | 1800                                                  |                                                       | 3 140                                                 |                                                       |
| 1810 | 1810                                                  |                                                       | 3 473                                                 |                                                       |
| 1820 | 1820                                                  |                                                       | 3 910                                                 |                                                       |
| 1830 | 1830                                                  |                                                       | 4 384                                                 |                                                       |
| 1840 | 1840                                                  |                                                       | 4 961                                                 |                                                       |
| 1850 | 1850                                                  |                                                       | 6 012                                                 |                                                       |
| 1860 | 1860                                                  |                                                       | 6 969                                                 |                                                       |
| 1870 | 1870                                                  |                                                       | 7 522                                                 |                                                       |
| 1880 | 1880                                                  |                                                       | 9 419                                                 |                                                       |
| 1890 | 1890                                                  |                                                       | 11 090                                                |                                                       |
| 1900 | 1900                                                  |                                                       | 12 946                                                |                                                       |
| 1910 | 1910                                                  |                                                       | 10 952                                                |                                                       |
| 1920 | 1920                                                  |                                                       | 11 987                                                |                                                       |
| 1930 | 1930                                                  |                                                       | 13 460                                                |                                                       |
| 1940 | 1940                                                  |                                                       | 14 467                                                |                                                       |
| 1950 | 1950                                                  |                                                       | 14 903                                                |                                                       |
| 1960 | 1960                                                  |                                                       | 15 182                                                |                                                       |
| 1970 | 1970                                                  |                                                       | 15 157                                                |                                                       |
| 1980 | 1980                                                  |                                                       | 16 568                                                |                                                       |
| 1990 | 1990                                                  |                                                       | 16 394                                                |                                                       |
| Anm: Tabellen inkluderar Töre fram till 1900. Källor: Umeå universitet - Tabellverket 1749-1859, Demografiska databasen, CEDAR, Umeå universitet. |                                                       |                                                       |                                                       |                                                       |

### Språk och etnicitet
Nedanstående siffror är tagna från SCB:s folkräkning 1900 och visar inte medborgarskap utan de som SCB ansåg vara av ”finsk, svensk eller lapsk stam”. Siffrorna för 1805-1855 är Tabellverkets statistik och avser endast den samiska befolkningen.
| Årtal | Svenskar | Finnar | Samer | Totalt |
| ----- | -------- | ------ | ----- | ------ |
| 1805  |          |        | 6     |        |
| 1810  |          |        | 13    |        |
| 1815  |          |        | 7     |        |
| 1820  |          |        | 0     |        |
| 1825  |          |        | 17    |        |
| 1830  |          |        | 27    |        |
| 1835  |          |        | 27    |        |
| 1840  |          |        | 18    |        |
| 1845  |          |        | 15    |        |
| 1850  |          |        | 10    |        |
| 1855  |          |        | 13    |        |
| 1860  | 6 919    | 17     | 33    | 6 969  |
| 1870  | 7 474    | 18     | 30    | 7 522  |
| 1880  | 9 392    | 6      | 21    | 9 419  |
| 1890  | 10 854   | 199    | 37    | 11 090 |
| 1900  | 12 694   | 241    | 11    | 12 946 |

## Bilder

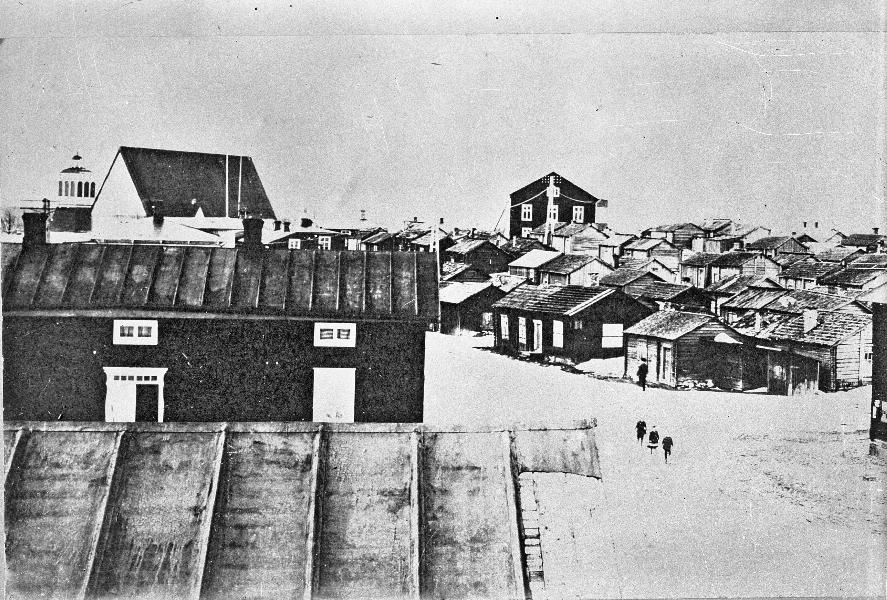
Kalix Kyrka och Nederkalix kyrkostad. Tinghuset byggt år 1900 syns i mitten.
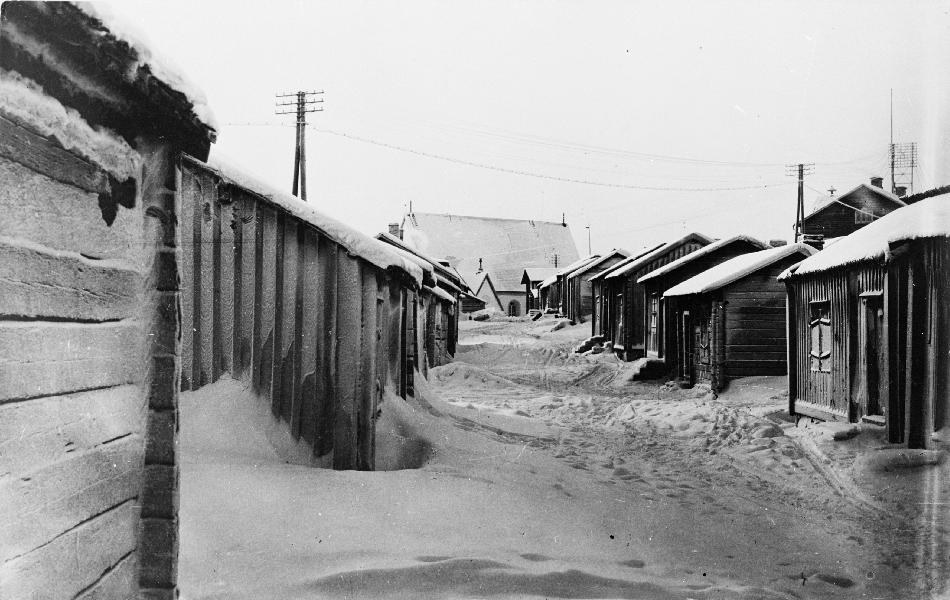
Nederkalix kyrkostad i början av 1900-talet.